# 아시아 소사이어티
아시아 소사이어티(영어: Asia Society)은 1956년에 설립된 미국의 아시아 전문 싱크탱크이다. 맨해튼에 본부를 두고 있으며, 아시아와 세계에 대한 정책, 예술, 문화, 교육, 지속가능성, 기업, 기술 등 폭넓은 분야에 대해서 연구하고, 다양한 보고서를 발간한다. 록펠러가의 록펠러 3세가 설립하였으며, 샌프란시스코, 시애틀, 휴스턴과 같은 미국의 주요 도시와 홍콩, 마닐라, 서울, 멜버른, 시드니, 도쿄, 뭄바이, 델리 등에도 센터가 위치한다.

## 같이 보기
- 아시아학
- 록펠러 재단
- 싱크탱크